# Abdelkader Mesli

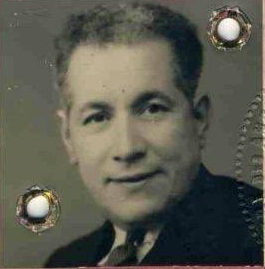
Identitätsfotografie von Abdelkader Mesli, die von seiner Karte als deportierter Widerstandskämpfer stammt.

Abdelkader Mesli (* 1902 in Khemis, Algerien; † 21. Juni 1961 in Bobigny) war ein französischer Imam und Mitglied der Résistance.

## Leben und Wirken
Mesli zog 1919 nach Marseille, wo er als Hafenarbeiter, Zimmerer, Bergmann und schließlich als Straßenhändler arbeitete. Aufgrund seines Berufes musste er durch Frankreich und Belgien reisen und besorgte sich einen belgischen „Ausländerpass“.
Zu Beginn der 1930er Jahre übernahm Mesli in der Grande Mosquée de Paris die Funktion eines Imam ehrenamtlich. Im Zweiten Weltkrieg rettete er zusammen mit dem Moscheeleiter Kaddour Benghabrit Hunderte von Juden vor der Deportation, indem er sie in der Moschee versteckte und ihnen gefälschte Pässe mit islamisch klingenden Namen ausstellte. 1943 wurde er nach Bordeaux überstellt, wo fast ausschließlich für Krankenfürsorge und Beerdigungen zuständig war. Spätestens dort schloss er sich dem französischen Widerstand an und trat in die Organisation de résistance de l’armée ein. Mesli sorgte sich um geflüchtete nordafrikanische Zwangsarbeiter und fälschte ihre Ausweise.
Am 5. Juli 1944 wurden Mesli und sein Mitarbeiter Valroff in einem Restaurant in Bordeaux von der Gestapo verhaftet. Sie wurden zuerst in das Gefängnis Fort du Hâ gebracht und gefoltert. Am 8. August 1944 wurden Mesli und Valroff von Bordeaux aus mit dem sogenannten „Geisterzug“ (Train Fantôme) mit dem Ziel KZ Dachau transportiert. Nach einer fast drei Wochen andauernden, qualvollen Reise kamen Mesli und Valroff am 28. August 1944 in Dachau an. Mesli bekam dort die Häftlingsnummer 94 020. Am 14. September 1944 wurde er ins Außenlager Ebensee des KZ Mauthausen transportiert. Am 5. oder 6. Mai 1945 wurde er schließlich befreit.
Mesli ging nach Frankreich zurück und nahm bald seine Tätigkeit als Imam wieder auf. Am 24. Juli 1950 heiratete er seine Frau Aïscha. Das Ehepaar hatte eine Tochter und einen Sohn.
In den letzten Jahren seines Lebens betreute Mesli die Moschee und den großflächigen muslimischen Friedhof von Bobigny mit 7.000 Grabstätten. Hier wurde er auch nach seinem Tod im Jahr 1961 beigesetzt. Zeit seines Lebens hat er nie über seine Kriegserfahrungen gesprochen. Erst nach seinem Tod entdeckte Meslis Familie Kartons mit offiziellen Bescheinigungen, Rechnungen, Belegen, Zeugnissen – Dokumenten und Fragmenten eines, wie sich zeigen sollte, turbulenten Lebens. Sohn Mohamed sichtete den Nachlass mit Hilfe von Bénédicte Penn, der Direktorin des städtischen Archives von Bobigny. Von ihr vermittelt, konnte auch der Autor Gerhard Bökel gemeinsam mit Mohamed Mesli die umfangreichen Dokumente sichten. Gemeinsam verfassten sie im Rahmen des Projekts „Gedächtnisbuch für Häftlinge des KZ Dachau“ eine Biographie und stellten diese in Dachau gemeinsam vor. Das Doppelleben von Abdelkader Mesli in Bordeaux als Imam und Widerstandskämpfer beschreibt Gerhard Bökel ausführlich in seinem Buch „Der Geisterzug, die Nazis und die Résistance“ – mit zahlreichen Dokumenten aus dem Nachlass des Imam. Die Aktivitäten von Abdelkader Mesli bei der Betreuung seiner Glaubensbrüder in den Lagern in Bordeaux, auch denen der Organisation TODT, beschreibt Bökel in seinem 2022 erschienenen Buch „Bordeaux und die Aquitaine im Zweiten Weltkrieg“ und in aktualisierter Fassung in dem 2024 erschienenen Buch  „Bordeaux et l' Aquitaine dans la Seconde Guerre mondiale.“
Im Oktober 2021 hat die Stadt Paris einen neben der Großen Moschee gelegenen Platz nach dem Iman Abdelkader Mesli benannt.